# Hernando de Acuña
Diego Hernando de Acuña (Valhadolide, 1518 — Granada, 22 de junho de 1580), foi um soldado e poeta espanhol. Celebrizou-se como lírico, sobretudo no seu Soneto intitulado: Soneto al Rey Nuestro Señor, que conjuga o ideal da unidade imperial e católica da antigas províncias da Áustria Espanhola.